# Jack Steinberger
Hans Jakob Steinberger (Bad Kissingen, Baviera, República de Weimar, 25 de mayo de 1921 - Ginebra, Suiza, 12 de diciembre de 2020) fue un físico alemán con nacionalidad estadounidense y suiza que codescubrió el neutrino muónico y ganó el premio Nobel de Física en 1988.

## Biografía
Abandonó su país natal a la edad de 13 años debido al incremento del antisemitismo y el despertar del nazismo. Emigró a los Estados Unidos, donde vivió por muchos años, después emigró a Suiza para trabajar en el CERN. Es conocido por donar la medalla de su premio Nobel a la New Trier High School, donde estudió. 
Fue galardonado con la medalla Nacional de Ciencia en 1988 y la medalla Matteucci en 1990.